# Abdelraouf Rawabdeh
Abdelraouf Rawabdeh (en arabe: عبد الرؤوف الروابدة), né le 18 février 1939 à Irbid, est un homme politique jordanien. Il a été premier ministre entre 1999 et 2000.